# 24. Division (Japanisches Kaiserreich)
Die 24. Division (jap. 第24師団, Dai-nijūyon Shidan) war eine Division des Kaiserlich Japanischen Heeres, die 1939 aufgestellt und 1945 aufgelöst wurde. Ihr Tsūshōgō-Code (militärischer Tarnname) war Berg-Division (山兵団, Yama-heidan) bzw. Yama 3472.

## Geschichte der Einheit
Die 24. Division wurde am 6. Oktober 1939 unter dem Kommando von Generalleutnant Kuroiwa Yoshikatsu als Typ A „Verstärkte“ Division als Triangulare Division aufgestellt und bestand aus der 24. Infanterie-Brigade (22., 32. und 89. Regiment) sowie dem 24. Aufklärungs-Regiment, der 24. Divisions-Artillerie-Gruppe und dem 24. Pionier- und Transport-Regiment. Das Hauptquartier der ca. 15.000 Mann starken Division lag in Harbin, Mandschurei, wogegen das Depot in Kumamoto, Kaiserreich Japan lag.

### Mandschurei
Die 24. Division war im japanischen Marionettenstaat Mandschukuo (Mandschurei) als Garnisonseinheit stationiert und unterstand dort der 5. Armee (Kwantung-Armee). 

### Operation Kiefer-Transport
Anfang März entschloss sich das Daihon’ei, seine vorgeschobenen Stützpunkte im Zentralpazifik mit Truppen zu verstärken. Das Unternehmen wurde Operation Kiefer-Transport genannt und sah vor, dass Einheiten in Bataillonsgröße (ca. 600 Mann) den Divisionen entnommen, in Brigaden zusammengefasst und per Schiffskonvois in den Pazifik gebracht wurden. Der 1. Expeditionseinheit wurde u. a. das 3. Bataillon des 89. Regiments zugeteilt. Die 1. Expeditionseinheit (ca. 5500 Mann) verließ Yokohama am 12. März 1944 an Bord des Konvois Higashi Matsu. Bereits am nächsten Tag wurde der stark geschützte Konvoi durch das amerikanische U-Boot USS Sand Lance angegriffen, das zwei Truppentransporter versenken konnte. Dabei starben über 1000 Soldaten. Der Rest des Konvois erreichte am 19. März Saipan, wo die 1. Expeditionseinheit während der Schlacht um Saipan vernichtet wurde.
Das 1. Bataillon des 22. Regiments und das 2. Bataillon des 32. Regiment sowie das 3. Bataillon des 42. Feldartillerie-Regiment der 24. Division wurden der 7. Expeditionseinheit (ca. 2500 Mann) zugeteilt. und waren für Mereyon, Woleai und die Karolinen vorgesehen.

### Okinawa
Die Reste der 24. Division (ca. 10.000 Mann) wurden im Juli 1944 nach Okinawa verschifft und unterstand dort der 32. Armee. Dort wurde sie von März 1945 bis Juni 1945 während der Schlacht um Okinawa aufgerieben.

## Gliederung
Die 24. Division wurde als Typ A „Verstärkte“ Division als Triangulare Division wie folgt aufgestellt:
- Divisionsstab (ca. 90 Mann)
  - Stab 24. Infanterie-Brigade  (ca. 100 Mann)
    - 22. Infanterie-Regiment (ca. 3147 Mann)
    - 32. Infanterie-Regiment (ca. 3147 Mann)
    - 89. Infanterie-Regiment (ca. 3147 Mann)

  - Stab Divisionsartillerie (ca. 178 Mann)
    - 42. Gebirgsartillerie-Regiment Stab (ca. 265 Mann)
    - 1. Bataillon (4 × Typ 38 75-mm-Geschütze, 4 × 105-mm-Haubitzen, 4 × 150-mm-Haubitzen (685 Mann))
    - 2. Bataillon (4 × Typ 38 75-mm-Geschütze, 4 × 105-mm-Haubitzen, 4 × 150-mm-Haubitzen (685 Mann))
    - 3. Bataillon (4 × Typ 38 75-mm-Geschütze, 4 × 105-mm-Haubitzen, 4 × 150-mm-Haubitzen (685 Mann))

  - 24. Aufklärungs-Bataillon (ca. 300 Mann)
  - 24. Signal- und Fernmelde-Kompanie (ca. 178)
  - 24. Pionier-Bataillon (ca. 401 Mann)
  - 24. Transport-Bataillon (ca. 507 Mann)
  - 24. Sanitäts-Einheit (ca. 1101 Mann)
  - 24. Feldhospital (Drei Feldhospitäler mit jeweils ca. 236 Mann)
  - 24. Veterinär-Hospital (ca. 47 Mann)
  - 24. Versorgungs-Kompanie (ca. 185 Mann)
  - 24. Wasserversorgungs- und -aufbereitungs-Einheit (ca. 160 Mann)

Gesamtstärke: ca. 15.720 Mann

## Führung
Divisionskommandeure
- Kuroiwa Yoshikatsu, Generalleutnant: 6. Oktober 1939 – 1. März 1941
- Nemoto Hiroshi, Generalleutnant: 1. März 1941 – 7. Februar 1944
- Amamiya Tatsumi, Generalleutnant: 7. Februar 1944 – 30. Juni 1945